# Raymond Björling
Raymond Rolf Jussi Björling, född i Chicago, USA, 7 maj 1956, är en svensk operasångare (tenor). Han är son till Rolf Björling och sonson till Jussi Björling. Raymond Björling tog examen vid Operahögskolan i Stockholm 1989.
Raymonds musikalitet märktes tidigt, han tog pianolektioner, spelade gitarr och sjöng i kör under skoltiden, förutom att han satte upp ett band tillsammans med kamrater. Han första operaroll var José i Don Quijote med Stockholms Musikdramatiska Ensemble 1984. Under tiden vid Operahögskolan var han redan känd från konserter och framträdanden i radio och TV. Ett långvarigt engagemang blev det som Ubaldo Piangi i Fantomen på Operan på Oscarsteatern i Stockholm, där han sjöng mellan 1989 och 1994 i nästan ettusen föreställningar.
Mera musikal blev det några år senare då Kristina från Duvemåla sattes upp på Cirkus i Stockholm. Raymond Björling alternerade mellan olika roller och vid ett tillfälle var det många sjukdomsfall i ensemblen. Då gjorde han sju roller i en och samma föreställning. Det blev till slut cirka 300 föreställningar för Björling i uppsättningen.
Han är också känd som Ray The Hoss – en av medlemmarna i Grammisbelönade musikerkollektivet CowboyBengts. 
Raymond Björling tilldelades Lille Bror Söderlundh-stipendiet tillsammans med Pär Sörman och Aurum trio 2007.